# Illustreret Videnskab - Historie
Illustreret Videnskab Historie er en aflægger af magasinet Illustreret Videnskab med fokus på historie.
Magasinet skriver om historie fra historisk tid og fremefter med artikler om emner som fx krigshistorie, opdagelsesrejser, opfindelser og kunst.
Størstedelen af magasinets læsere er mænd mellem 25 og 59 år og har et oplag på næsten 30.000 og et anslået læsertal på 196.000.
Magasinet havde blev udsendt første gang i oktober 2005 og udkommer hver tredje uge i syv lande: Danmark, Norge, Sverige, Finland, Estland (siden 2011), Holland (siden 2009) og Tyskland (siden 2010).
Magasinet er på 84 sider, udgives i hele Skandinavien af Bonnier Publications A/S og er Nordens største historieblad med et samlet oplag på 127.000 eksemplarer
Den danske standupkomiker Brian Mørk havde d. 2. september 2010 premiere på et satirisk show, der bl.a. var inspireret af HISTORIE.
Bladets chefredaktør er Sebastian Relster